# Barbu hollandais
Le barbu hollandais ou la barbue hollandaise est une race de poule domestique originaire des Pays-Bas.

## Description
C'est une volaille légère de type fermier, de position moyenne, au port légèrement relevé, avec sur les oreillons et les barbillons une barbe et des favoris.

## Origine
Originaire des Pays-Bas, c'est une vieille race flamande, issue de volailles fermières au XVIIe siècle, mais elle n'est décrite précisément qu'en 1882. Elle fut perfectionnée grâce à des apports de la poule de La Flèche ou de la brabançonne hollandaise (pour augmenter le volume de la barbe). Cette race en nombre limitée est quasiment absente des pays autres que les Pays-Bas ou l'Allemagne.

## Standard

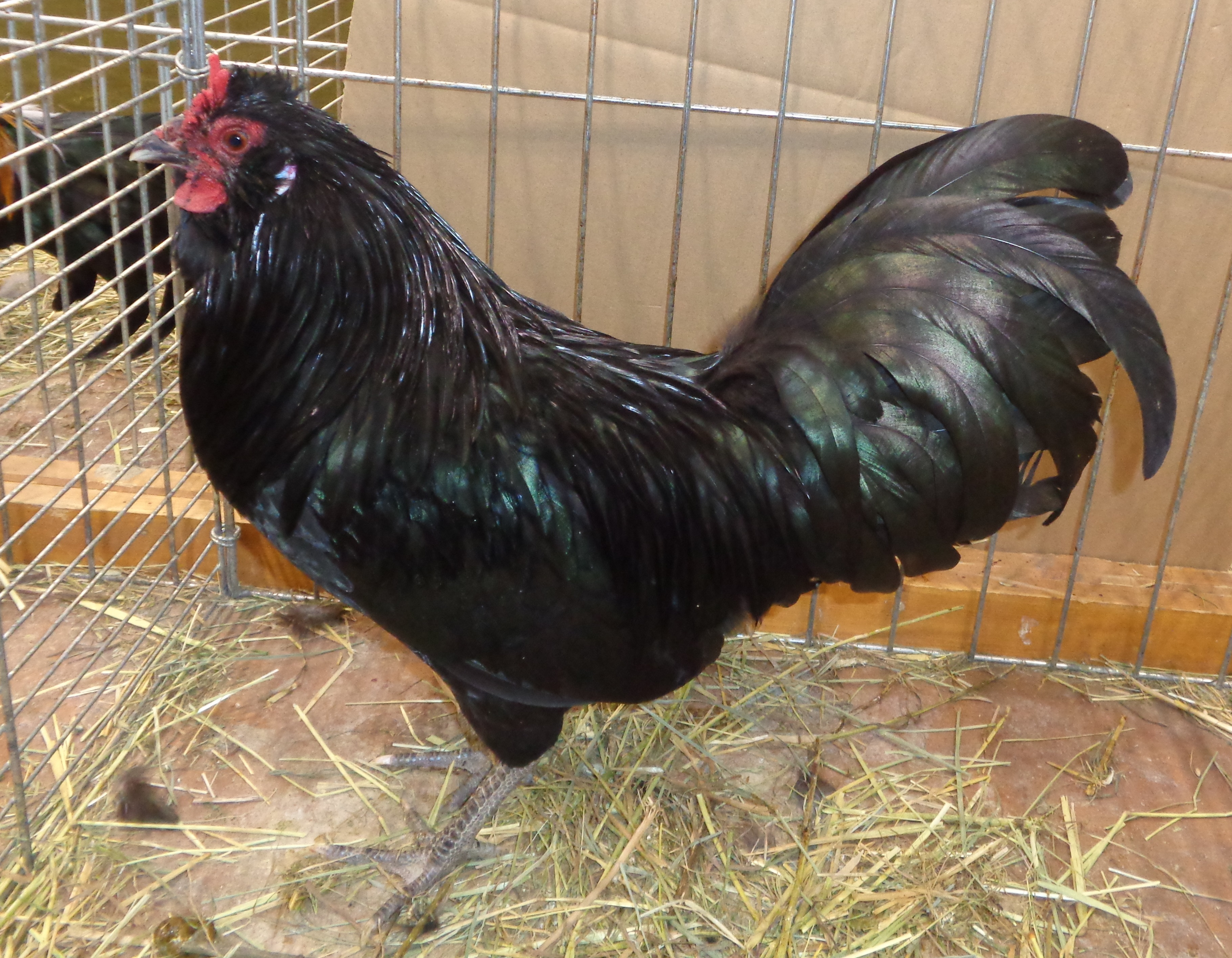
Coq Barbu Hollandais nain noir.

- Coq Barbu Hollandais nain noir.Poids idéale : Coq : 2,2 à 2,5 kg ; Poule : 1,6 à 1,8 kg
- Crête : à cornes (en V)
- Oreillons : blancs
- Couleur des yeux : rouge orangé
- Couleur de la peau : blanche
- Couleur des tarses : bleutée
- Variétés de plumage : Blanc, bleu liseré, coucou, noir, argenté pailleté noir, doré pailleté noir,  chamois pailleté blanc, citronné pailleté noir, argenté crayonné noir, doré crayonné noir, blanc à tête de Maure, doré à tête de Maure [1]
- Œufs à couver : min. 45 g, coquille blanc pur
- Diamètre des bagues : Coq : 18 mm ; Poule : 16 mm

## Coloris

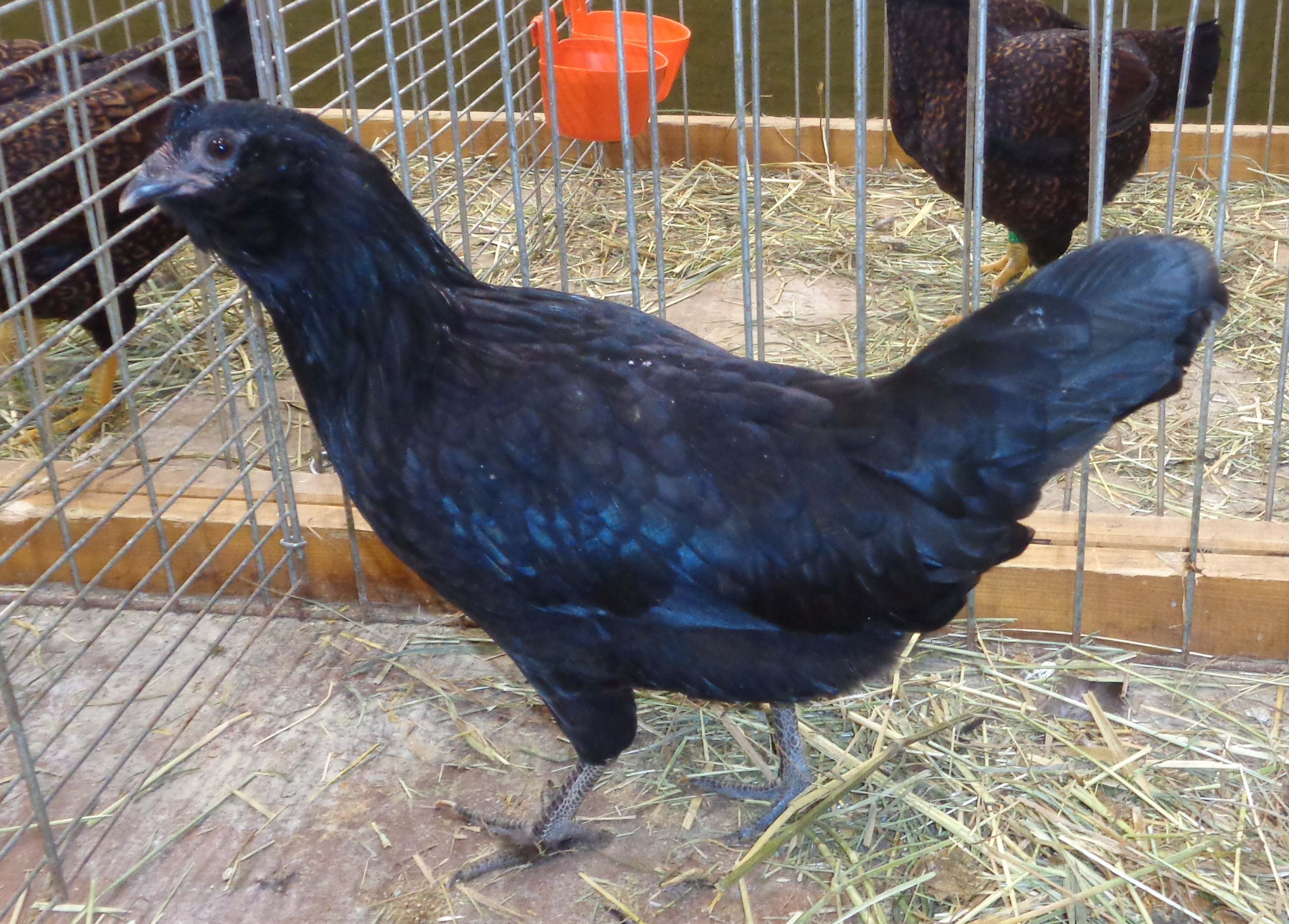
Poule Barbue Hollandaise naine noir.

La race présente une grande variété de couleurs du plumage , dont les variétés blanche, noire, bleu ourlé, épervier et des couleurs pailletées qui sont les plus fréquentes : chamois pailleté blanc, doré pailleté noir, argenté pailleté noir, argenté pailleté gris-perle. Le standard français reconnaît le blanc, bleu liseré, coucou, noir, argenté pailleté noir, doré pailleté noir, chamois pailleté blanc, citronné pailleté noir, argenté crayonné noir, doré
crayonné noir, blanc à tête de Maure, doré à tête de Maure.
Le standard hollandais et le standard italien reconnaissent aussi les coloris argenté à flocons noirs et doré à flocons noirs. Ces deux derniers coloris présentent un dessin typique des races européennes nord-occidentales, comme la mouette de Groningue ou la poule de Frise ; mais les coloris qui rendent la race encore plus exceptionnelle sont celles définies comme « à tête de Maure » ou « à tête noire ». Les individus présentent alors une teinte unique pour le corps, mais la tête, la barbe, les favoris et la partie haute du col sont noirs. Les coloris admis sont la blanche à tête noire, la brune dorée à tête noire, la fauve à tête noire et la bleue à tête noire. Les Pays-Bas et l'Italie ne reconnaissent que la blanche à tête noire (à tête de Maure), alors que l'Allemagne admet les autres coloris.